# اوتیس هریس
اوتیس هریس (انگلیسی: Otis Harris؛ زادهٔ ۳۰ ژوئن ۱۹۸۲) دونده اهل ایالات متحده آمریکا است.
وی در مسابقات کشوری و بین‌المللی در مجموع برندهٔ ۱ مدال طلا، ۱ مدال نقره شده‌است.